# Lawn (ort i Kanada)
Lawn är en ort i Kanada.   Den ligger i provinsen Newfoundland och Labrador, i den östra delen av landet, 1 600 km öster om huvudstaden Ottawa. Lawn ligger 39 meter över havet och antalet invånare är 672.
Terrängen runt Lawn är platt. En vik av havet är nära Lawn söderut. Trakten är glest befolkad. Lawn är det största samhället i trakten. 